# إيمي كوني باريت
إيمي كوني فيفيان باريت (بالإنجليزية: Amy Vivian Coney Barrett)‏ هي قاضية أمريكية ولدت في يوم 28 يناير 1972 في مدينة نيو أورلينز في لويزيانا، تشغل حالياً منصب قاضية الإدارة السابعة للإستئناف، هي مختصة بالأصولية القانونية. بعد وفاة القاضية في المحكمة العليا للولايات المتحدة روث بادر غينسبورغ، أصبحت ضمن أبرز المرشحات من الرئيس دونالد ترامب لتولي المنصب بدلاً عنها.
في 26 سبتمبر 2020، أعلن الرئيس دونالد ترامب أنه سيرشح إيمي كوني باريت لخلافة روث بادر غينسبرغ.وفي 26 أكتوبر 2020، صادق مجلس الشيوخ الأمريكي على تعيين القاضية إيمي باريت في المحكمة العليا للولايات المتحدة.

## نشأتها وتعليمها
وُلدت إيمي فيفيان كوني في عام 1972 في نيو أورلينز، لويزيانا، ابنةً لليندا (كنيتها قبل الزواج فاث) ومايكل كوني، وهي الابنة الكبرى بين سبعة أطفال، ولديها خمس أخوات وأخ واحد. عمل والدها محاميًا لدى شركة شيل للزيوت وكانت والدتها معلمة للغة الفرنسية وربة منزل. لدى باريت أصول إيرلندية وفرنسية. كان أجداد أجدادها من جهة أمها من باليكونيل، كو كافان، إيرلندا، في حين أن لديها أيضًا أصول إيرلندية بين أسلاف والدها. هاجر أجداد أجدادها من فرنسا إلى نيو أورلينز. عائلتها كاثوليكية متدينة، وارتسم والدها شماسًا في أبرشية سانت كاثرين من سيينا في ميتايري لويزيانا، حيث نشأت.
التحقت بمدرسة سانت ماري الدومينيكية الثانوية، وهي مدرسة ثانوية رومانية كاثوليكية للبنات، وتخرجت منها في عام 1990. كانت نائبة رئيس الهيئة الطلابية للمدرسة الثانوية. بعد المدرسة الثانوية، التحقت باريت بجامعة رودس، حيث اختصت في الأدب الإنجليزي وبشكل ثانوي في اللغة الفرنسية. تخرجت في عام 1994 بدرجة بكالوريوس في الآداب بدرجة امتياز وانتسبت عضوةً إلى جمعية أوميكرون ديلتا كابا وجمعية فاي بيتا كابا. اختيرت أفضل خريجة في قسم اللغة الإنجليزية في الفصل الذي تخرجت منه.
التحقت بعدها بكلية الحقوق في نوتردام في منحة دراسية كاملة. كانت محررة تنفيذية في صحيفة نوتردام القانونية وتخرجت في عام 1997 الأولى في فصلها بامتياز مع مرتبة الشرف.

## سيرتها المهنية القانونية

### التدريب الخاص والاستكتاب
عملت باريت مستكتبة قانونية قضائية بعد تخرجها من كلية الحقوق، عملت في البداية لدى القاضي لورنس سيلبيرمان في محكمة الاستئناف الأمريكية لدائرة العاصمة منذ عام 1997 حتى عام 1998، ومن ثم لصالح القاضي أنتونين سكاليا في المحكمة العليا الأمريكية منذ عام 1998 حتى عام 1999.
مارست باريت القانون، منذ عام 1999 حتى عام 2002، في مكتب ميلر وكاسيدي ولاروكا وليوين الصغير للمحاماة، وهو مكتب للدعاوي في العاصمة واشنطن، دُمج مع شركة باكر بوتس القانونية المتركزة في هيوستن، تكساس في عام 2001. عملت في شركة باكر بوتس على قضية بوش ضد غور، وهي القضية التي نتجت عن الانتخابات الرئاسية الأمريكية في عام 2000، وقدمت المساعدة الإعلامية والبحثية لممثلي الشركة لصالح جورج دبليو بوش.